# 清水敬子
KeikoMAIこと清水 敬子（しみず けいこ、Keiko SHIMIZU、1973年4月28日 - ）は神奈川県相模原市出身のダンサー。旧芸名は永田 ケイ。

## 来歴・人物
- 1989年頃 ZOOの影響を受けてヒップホップダンサーとして活動をはじめる。
- 1996年 モデル事務所ミルヴィサージュアジャンス所属。
- 1999年 劇団「麦」入団。
- 2003年 アウトドア派タレント清水国明率いる「と劇団」入団。ダンサー・劇団員としての活動を経る。「NPO法人清水国明の河口湖自然楽校」が開校されてから、キャンプやカヌー体験など、子どもたちの生きるチカラを育む自然体験講座や、ログハウス作りや農業体験等、中高年の充実したスローライフを応援する講座の中でアウトフィッターを務める。
- 2007年 清水国明と結婚、出産。
- 2009年 古代舞、アジア民族舞踊、中国舞踊と出会い、舞、又、アフリカンダンスをはじめる。
- 4月 ハハトコ（母と子自然楽校）設立。富士山麓の自然暮らしをフィールドに、ゼロ歳児からの幼児期に、母子ともに自然の中で体を動かして健康になるためのエクササイズやダンスを行うなど、健康でたくましい子育て支援を目指し活動。
- 2010年4月 「劇団スイセイ・ミュージカル」公演の出演をきっかけに、フラダンスやバレエなどに初挑戦。
- 2012年 6月より3年連続　 LAのDebbie Allen Dance Academy&Dave Scott 主催の 「LA HIP HOP DANCE INTENSIVE」に参加。UCLA Freud Playhouse (MacGowan Hall)でのSHOWに出演。
- 2012年10月 DK Dance School （in河口湖、in下北沢） 設立
- 2013〜2016年　日本初のストリートダンスキャンプ「SDCJ」（StreetDanceCampJapan）を清水国明「森と湖の楽園」にて開催。オーガナイザーをHIROと共に務める。http://www.streetdancecampjapan.com/
- 2013年10月　山梨県立男女共同参画推進センター ぴゅあ富士にて ぴゅあ富士フェスティバル2013 記念講演会　講師を務める。テーマ「夢みるチカラ、生きるチカラ」。
- 2014年9月　フランス・パリ移住
- 2015年9月　離婚
- 2015年10月　パリのプロ養成ストリートダンス専門学校Juste Debout School 入学　当時41歳より、本格的にプロのHipHopダンサー目指し、実現。HipHop/House/Popping/Locking/Break/Tap/african/コンテンポラリー習得。
- 2017年　フランスにて、音楽やダンスの歴史に触れ、西アフリカ、セネガルの伝統舞踊、サバールダンス(sabar)に自分のダンスのルーツを感じ、行き来するようになる。日本舞踊、舞踏にも日本人ダンサーとしての自分のDNA、ルーツを感じ、パリ在住、有科珠々（舞踏集団「白虎社」出身）主催、ダンスカンパニーNUBAに所属し、活動。
- 2019年7月 プロ養成ストリートダンス専門学校Juste Debout School 全カリキュラムを修了し、卒業公演までのプロセスを完遂。 厳しい進級テストを複数回突破し、課題克服に取り組みながら、高度な技術と知識を習得。　西アフリカ・セネガルへ移住、Cie Crazy Boys Senegal に所属し活動。ヨーロッパ公演など予定していたが、コロナで中止。
- 2020年10月　日本一時帰国。
- 2024年6月　東洋大学 福祉社会デザイン学部 人間環境デザイン学科 特別ゼミにて、講師を務める。テーマ「ダンスをベースに自分の人生をデザイン・活躍するステージをグローバルに展開する事例」
- 現在は、西アフリカのセネガル・フランスのパリ(Paris)・日本と３拠点で活動している。
- 独自のHipHopDanceスタイル「KeikoMAI」で振付、
- HipHopバトルコンテスト世界大会に、パートナーのチコ(アフリカ人)・仲間たちと、出場することが目標。
- ダンスアーティスト活動と並行して、日本人・フランス人・アフリカ人が一緒に踊れるコミュニティ【FECC'AAL MAA（ふぇちゃるま）：踊ろう！自分のために】https://feccaalmaa.com/ で、日本・フランス・セネガルなどのダンサーがアーティストとして 活躍できるサポート、ダンス初めて初心者〜上級者までを対象に、自由に踊る楽しさ、即興、フリースタイル力を高めるための強化レッスン開催中。ダンスも人生もまるごと幸せに！

## 出演作品

### テレビ番組
- 号外!爆笑大問題（札幌テレビ）
- ザ!世界仰天ニュース（日本テレビ）
- EXILE魂（毎日放送&TBS、2011年11月20日）※高橋洋子のバックダンサーとして出演。
- SMAP×SMAP（関西テレビ・フジテレビ系列、2011年11月28日）※同上。

ほか

### ラジオ番組
- 清水國明の気分はトムソーヤー

### 舞台
- 失われた時間
- 墜落

### CM
- サミー
- ファンケル

## 関連人物
- 橋本真由美（義理の姉）
- Bro.KONE（弟子仲間）
- 清水アキラ（同上）
- 藤田亨（同上）